# Condea (ciudad)
Condea (en griego, Κονδαία) es el nombre de una antigua ciudad griega de Tesalia.
Es mencionada por Heródoto como el lugar de nacimiento de Cíneas, rey de Tesalia que envió mil jinetes en ayuda de los pisistrátidas de Atenas frente a un ataque de los espartanos, a fines del siglo VI a. C.
Su localización es dudosa. Se han sugerido como posibles emplazamientos de la ciudad un asentamiento próximo a la actual Falani Larisis y otro cerca de Bacrina, dos lugares de Pelasgiotide.